# Komputerowa gra dźwiękowa

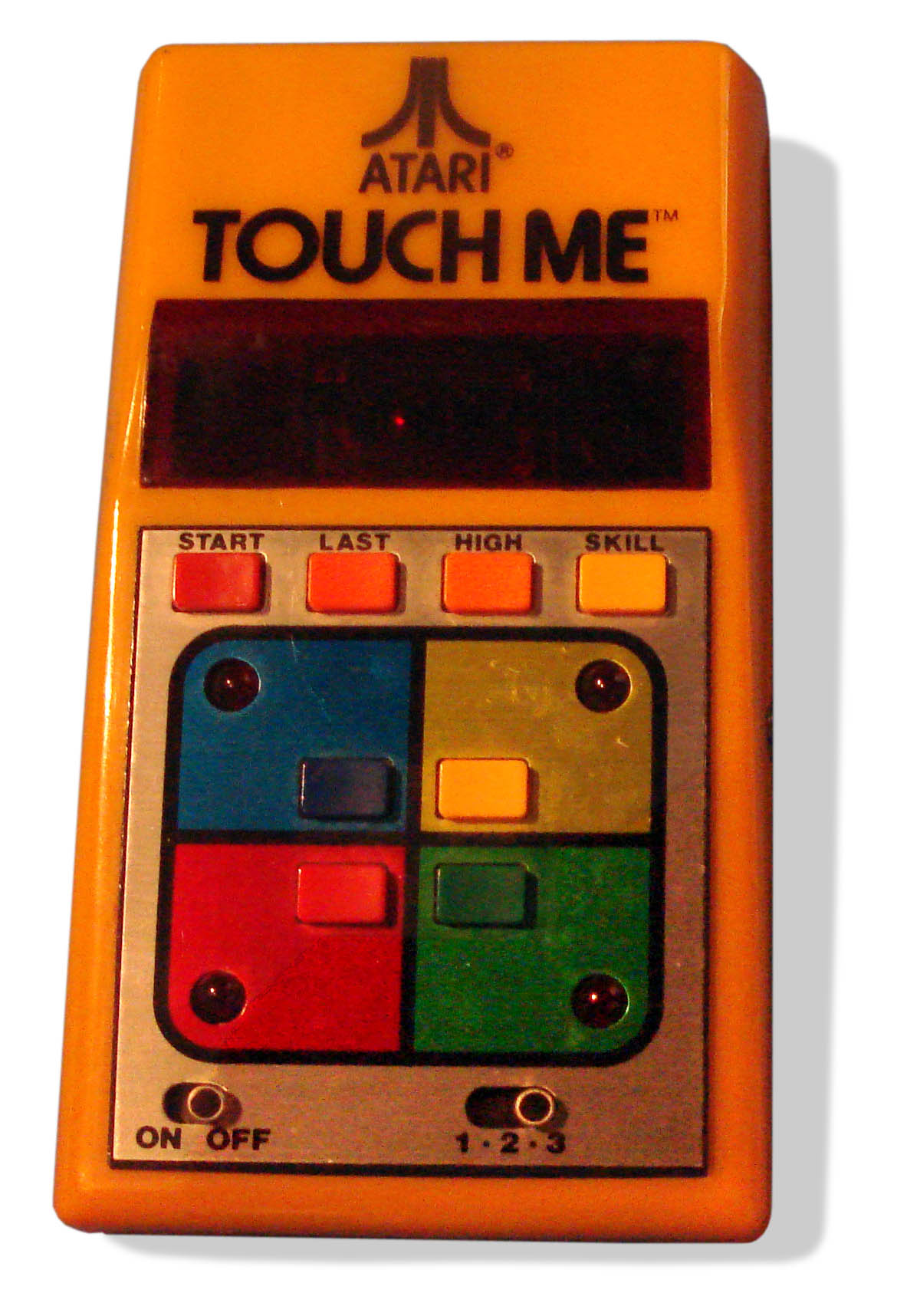
Touch Me Atari gra (1978).

Gra dźwiękowa – gra komputerowa, która interfejs, świat i mechanikę gry odwzorowuje w pełni przy pomocy dźwięku. Przekaz wizualny zazwyczaj nie istnieje lub występuje w postaci śladowej. Są to jedyne gry komputerowe dostępne w pełni dla niewidomych, ale mogą w nie grać również osoby widzące.
Swoją dźwiękową adaptację mają gry logiczne, zręcznościowe, przygodowe, wyścigowe, side-scrollery oraz FPP. Do grania w te ostatnie wskazane jest posiadanie zestawu głośników surround. Część gier, zwłaszcza starszych, wymaga posiadania tzw. screen-readera – programu czytającego zawartość ekranu.

## Gry dźwiękowe w Polsce
Oficjalne początki gier dźwiękowych w Polsce można umiejscowić w roku 2004, kiedy to KlangoEnv Team stworzyło środowisko Klango, a wraz z nim pierwszą polską grę dźwiękową Pirrracka Pamięć. W roku 2005 dołączył nowy producent gier dźwiękowych Mithril Games oraz wydzielone z KlangoEnv Team grupy MooQoo oraz Quissare.com.
Koniec roku 2005 oraz początek 2006 rozpoczęły bardzo bogaty okres dla fanów gier dźwiękowych w Polsce. Poza Nawiedzoną Fabryką grupy Mithril Games pojawiło się kilka produkcji typu freeware oraz kilka wersji demonstracyjnych zapowiadających nadejście kolejnych produkcji.